# Guatemala International 2010
Die Guatemala International 2010 im Badminton fanden vom 8. bis zum 12. September 2010 in Guatemala-Stadt statt.

## Sieger und Platzierte
| Disziplin    | Gold                          | Silber                           | Bronze                           |
| ------------ | ----------------------------- | -------------------------------- | -------------------------------- |
| Herreneinzel | Kevin Cordón                  | Rodolfo Ramírez                  | Hock Lai Lee                     |
| Herreneinzel | Kevin Cordón                  | Rodolfo Ramírez                  | Sattawat Pongnairat              |
| Dameneinzel  | Nicole Grether                | Rena Wang                        | Lauren Todt                      |
| Dameneinzel  | Nicole Grether                | Rena Wang                        | Cee Nantana Ketpura              |
| Herrendoppel | Adrian Liu Derrick Ng         | Kevin Cordón Rodolfo Ramírez     | Daniel Gouw Arnold Setiadi       |
| Herrendoppel | Adrian Liu Derrick Ng         | Kevin Cordón Rodolfo Ramírez     | Phillip Chew Halim Haryanto      |
| Damendoppel  | Nicole Grether Charmaine Reid | Cristina Aicardi Claudia Rivero  | Grace Gao Joycelyn Ko            |
| Damendoppel  | Nicole Grether Charmaine Reid | Cristina Aicardi Claudia Rivero  | Iris Wang Rena Wang              |
| Mixed        | Toby Ng Grace Gao             | Phillip Chew Cee Nantana Ketpura | Derrick Ng Paula Obanana         |
| Mixed        | Toby Ng Grace Gao             | Phillip Chew Cee Nantana Ketpura | Bruno Monteverde Claudia Zornoza |